# 1966 w polityce

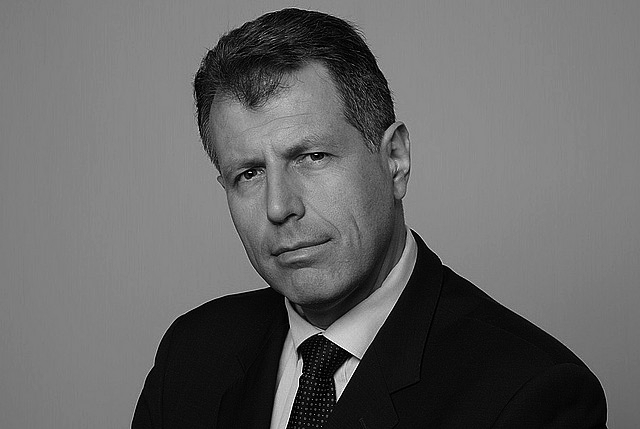
Władysław Stasiak

Wydarzenia polityczne w 1966 roku.

## Styczeń
- 1 stycznia – w Republice Środkowoafrykańskiej wojskowi pod przywództwem generała Jean Bedela Bokassy dokonali zamachu stanu. Obalono prezydenta Davida Dacko, któremu udało się zbieg za granicę. Krótko po zamachu Bokassa przyjął urząd prezydenta[1].
- 4 stycznia – w stolicy Górnej Wolty Wagadugu oddziały wojskowe (dowodzone przez podpułkownika Sangoulé Lamizanę) obaliły prezydenta Mauricego Yaméogo. Zaraz po zamachu Lamizana stanął na czele Najwyższej Rady Wojskowej, która zastąpiła rząd, a wkrótce potem ogłosił się prezydentem[1].
- 19 stycznia – nowym premierem Indii została Indira Gandhi[1].
- 25 stycznia – urodził się Tomasz Bąk, generał[2].

## Luty
- 24 lutego – w Ghanie doszło do zamachu stanu[1].

## Marzec
- 15 marca – urodził się Władysław Stasiak, szef Biura Bezpieczeństwa Narodowego (zginął w 2010 pod Smoleńskiem[3].

## Maj
- 3 maja – w Częstochowie odbyły się obchody Milenium chrztu Polski zorganizowane przez Kościół. W papieskim fotelu zasiadł prymas Polski Stefan Wyszyński (papież Paweł VI nie dostał zgody polskich władz na przyjazd do kraju). Sumę pontyfikalną celebrował arcybiskup Karol Wojtyła[1].
- 13 maja – urodził Karol Karski, polityk, poseł z listy PiS[4].
- 26 maja – Gujana Brytyjska uzyskała niepodległość. Nowo powstały kraj przyjął nazwę Gujana[1].

## Czerwiec
- 20 czerwca – zmarł Wilhelm Busch, niemiecki pastor[5].

## Sierpień
- 1–13 sierpnia – w Pekinie odbywało się XI Plenum KC KPCh, podczas którego delegaci przyjęli program rewolucji kulturalnej Mao Zedonga[1].

## Wrzesień
- 30 września – Beczuana uzyskała niepodległość. Nowo powstały kraj przyjął nazwę Botswana. Na czele nowego państwa stanął prezydent Seretse Khama[1].

## Październik
- 4 października – Basuto uzyskało niepodległość. Nowy kraj przyjął nazwę Lesotho. Na czele nowego państwa stanął król Moshoeshoe II[1].

## Grudzień
- 25 grudnia – zmarł Zhou Xiaozhou, chiński polityk[6].